# Dardanellerna

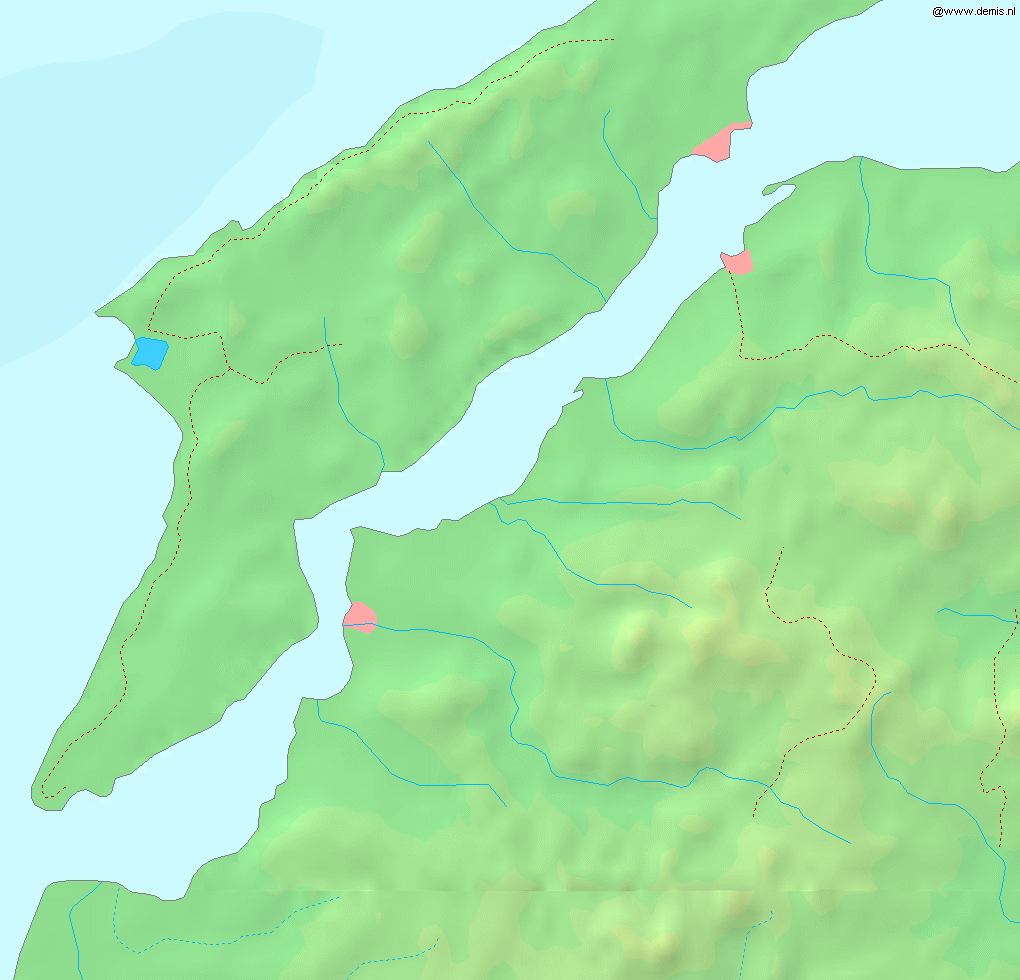
Karta över Dardanellerna.

Dardanellernas läge markerat i gult.

Dardanellerna (under antiken Hellesponten, turkiska: Çanakkale Boğazı) är ett 70 km långt sund med en medelbredd på 4 km i Turkiet som förbinder Egeiska havet med Marmarasjön och avskiljer Gallipolihalvön på Balkan och nordvästra Mindre Asiens kust. Det är ett av de turkiska sunden tillsammans med Bosporen.
De större städerna på sundets kuster är Çanakkale (som fått sitt namn av de berömda slott som kantar sundet; kale betyder slott på turkiska), Lapseki och Gelibolu (Gallipoli).
Genom historien har sundet haft stor strategisk betydelse. Exempelvis utkämpades det trojanska krigets avgörande slag på sundets asiatiska sida. Den persiske kungen Xerxes lät anlägga en pontonbro och korsade sundet under sitt grekiska fälttåg. Efter honom korsade Alexanders arméer sundet i fartyg i motsatt riktning för att erövra det akemenidiska riket.
De slott som kantar sundet tillkom under den osmanska tiden. De första två, de "gamla slotten", uppfördes vid Abydos och Sestos 1456 av Mehmet II kort efter Konstantinopels fall och de "nya slotten" 1658 vid sundets öppning mot Egeiska havet.
Poeten Lord Byron simmade den 3 maj 1810 över Hellesponten. Denna prestation återupprepas varje år i en simtävling.
Under första världskriget misslyckades de allierade att ta kontrollen över sundet. Anzactruppernas nederlag i slaget vid Gallipoli tillkännagavs officiellt den 18 mars 1916, och kostnaderna i människoliv gjorde nästan slut på Winston Churchills karriär.
Enligt grekisk mytologi fick Hellesponten sitt namn när Athamas dotter Helle föll av den gyllene bevingade väduren när hon med sin bror Frixos flydde från en ondsint styvmor. Hon skall ha ramlat ned i sundet och därigenom givit det dess namn.
2022 invigdes 1915 Çanakkale-bron, den första bron över Dardanellerna sedan Xerxes dagar.